# 藏王連峰
藏王連峰（ざおうれんぽう）是日本奧羽山脈的一個部分。位於宮城縣和山形縣兩縣南部的縣境處。主峰熊野岳（標高1,841公尺）位於山形縣一側。在日本百名山當中被稱作藏王山。藏王連峰是一個活火山群。山麓上有滑雪場。同時受火山活動的影響，也有很多溫泉。

## 主要山

### 中央分水界
- 北端：笹谷峠（山形自動車道・國道286號）
  - 雁戶山（1,485m）
  - 名號峰（1,491m）
  - 馬之背★
  - 船引山（1,173m）
  - 二森山（1,269m）
  - 番城山（1,323m）
  - 蓬澤山（975m）
- 南端：二井宿峠（國道113號）

### 藏王連峰
- 西端：國道13號
  - 瀧山（1,364m）
  - 鳥兜山
  - 橫倉山
  - 三寶荒神山（1,703m）
  - 地藏山（1,736m）
  - 熊野岳（1,841m）
  - 馬之背★
  - 五色岳（1,672m）
  - 刈田岳（1,758m）
  - 杉峰（1,745m）
  - 屏風岳（1,825m）
  - 不忘山（1,705m）
  - 大梁川山（720m）
  - 花房山（819m）
  - 青麻山（779m）
- 東端：東北自動車道

## 图片集

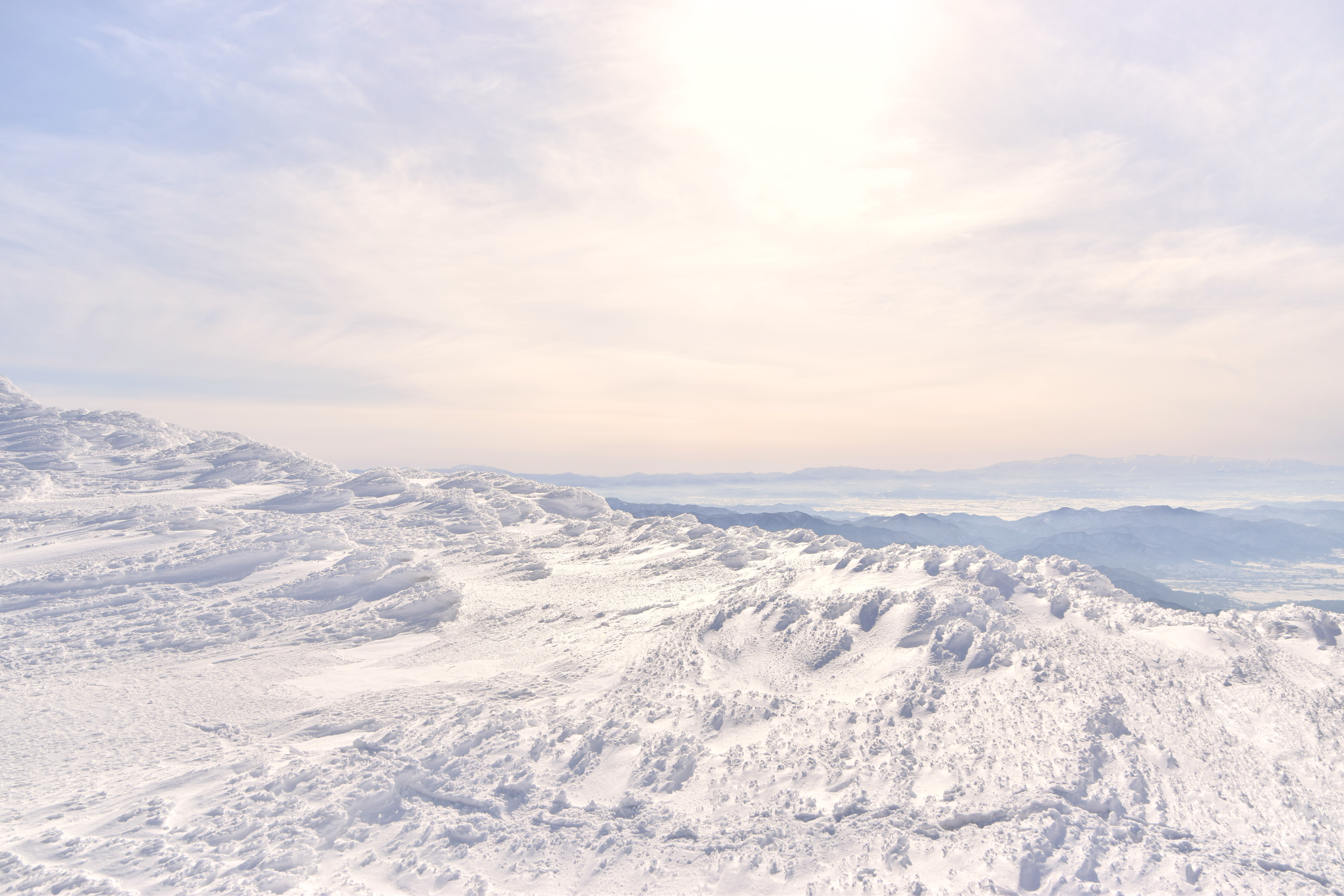
冬季的藏王連峰
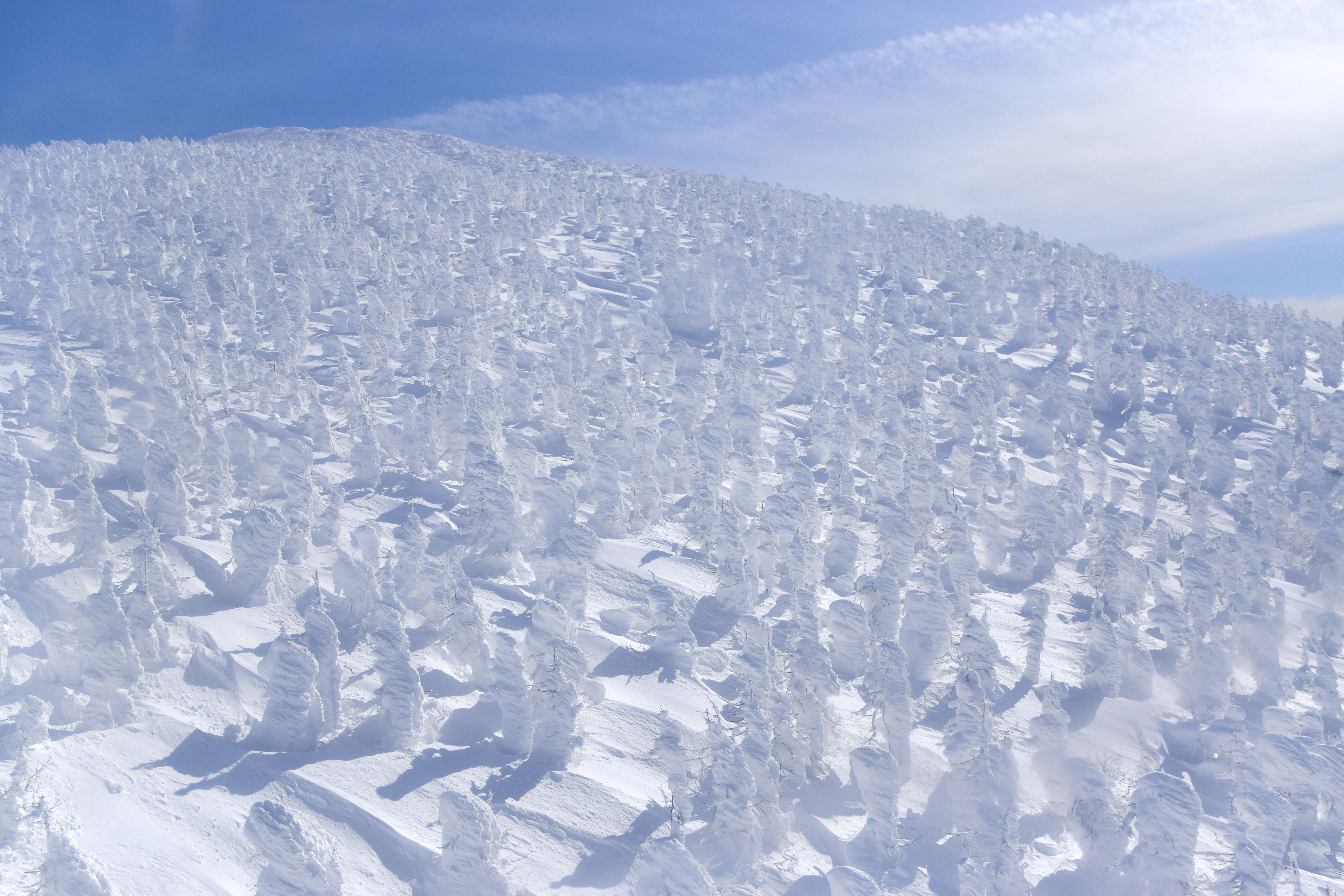
藏王樹冰
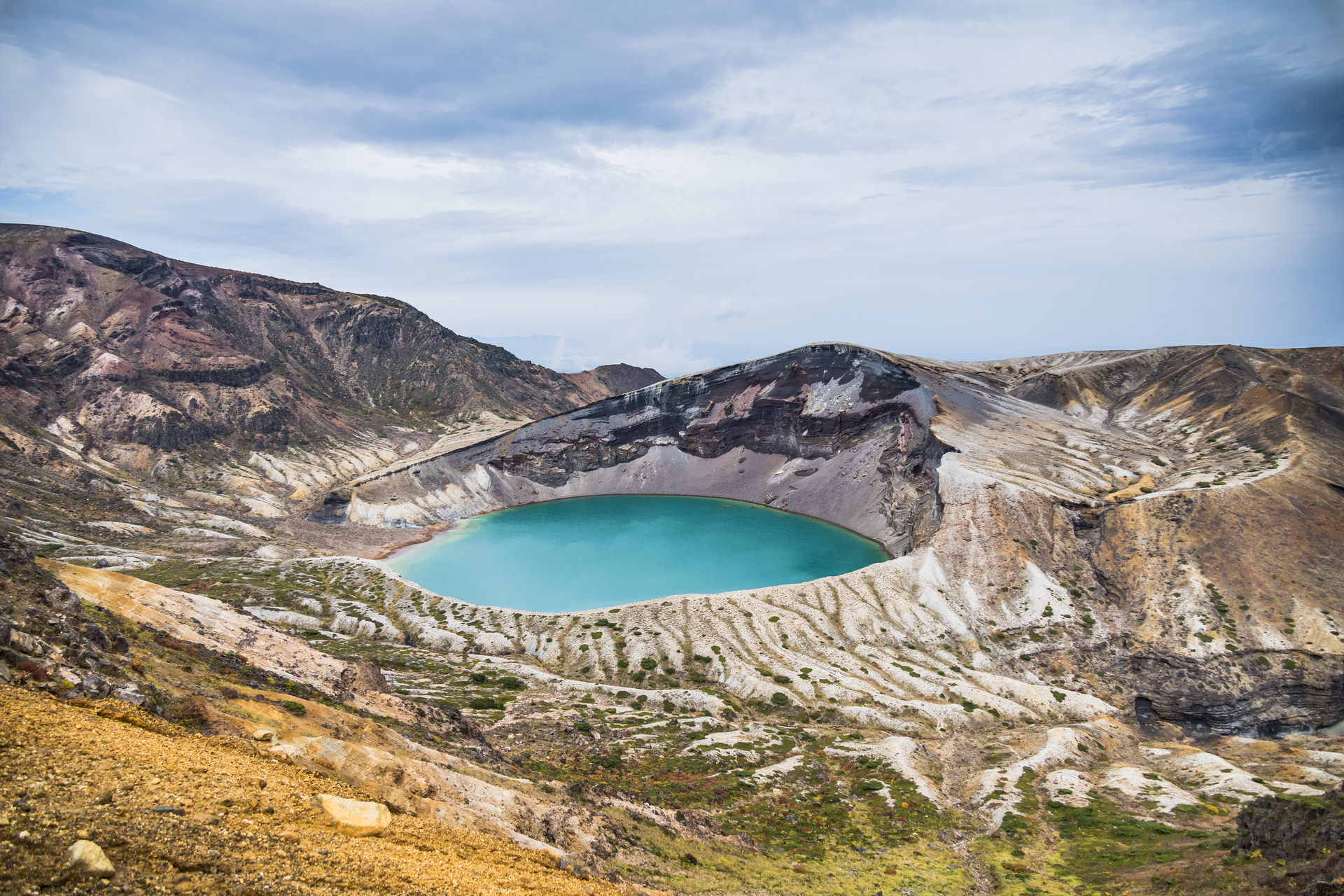
御釜
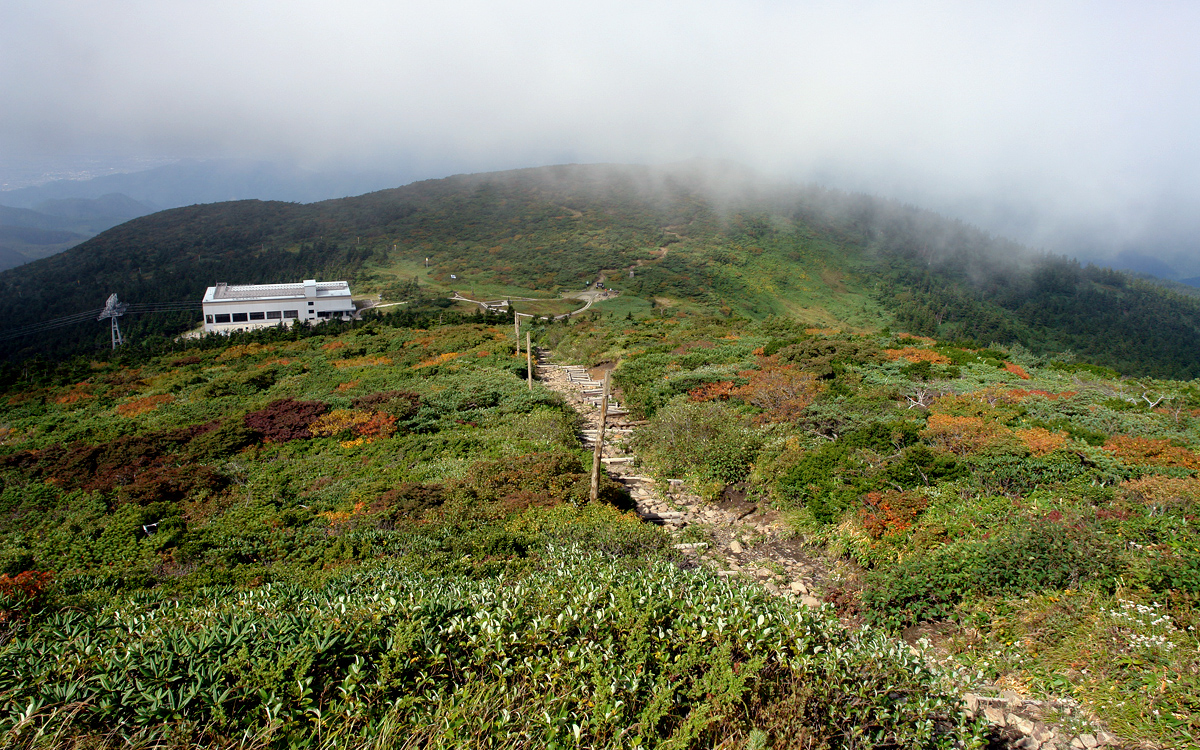
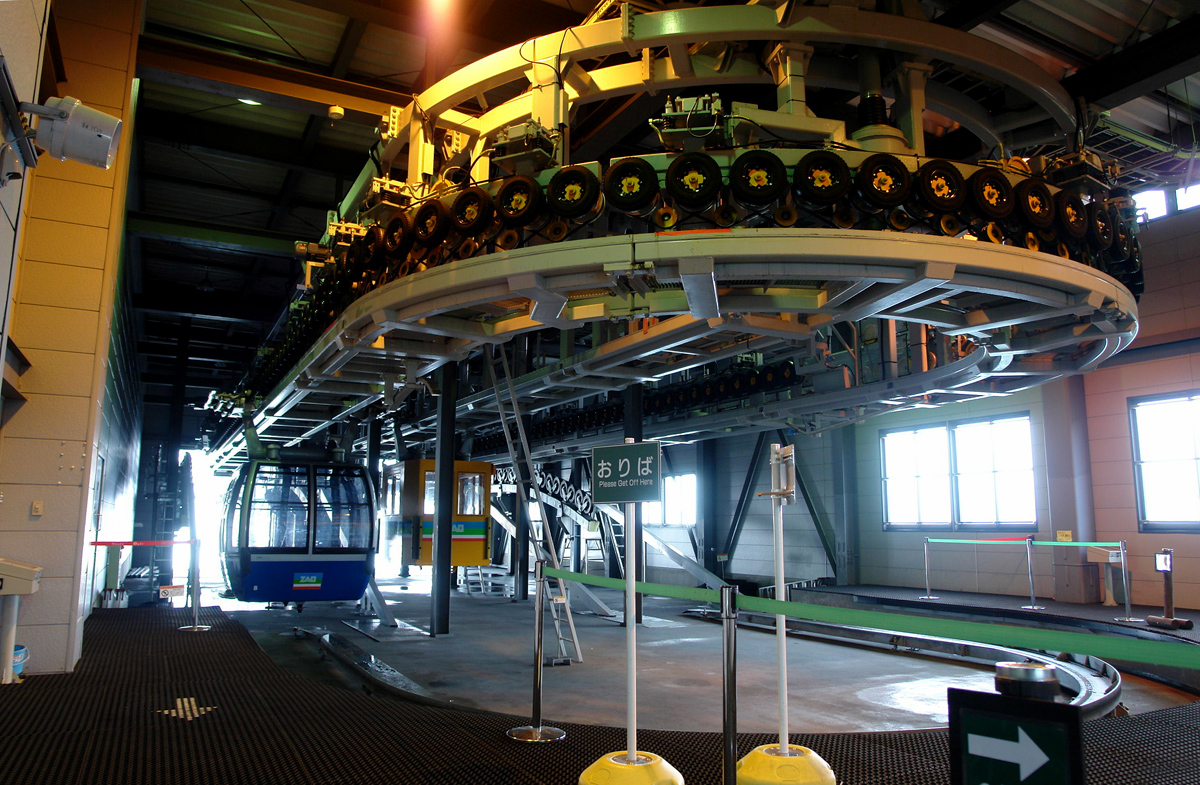
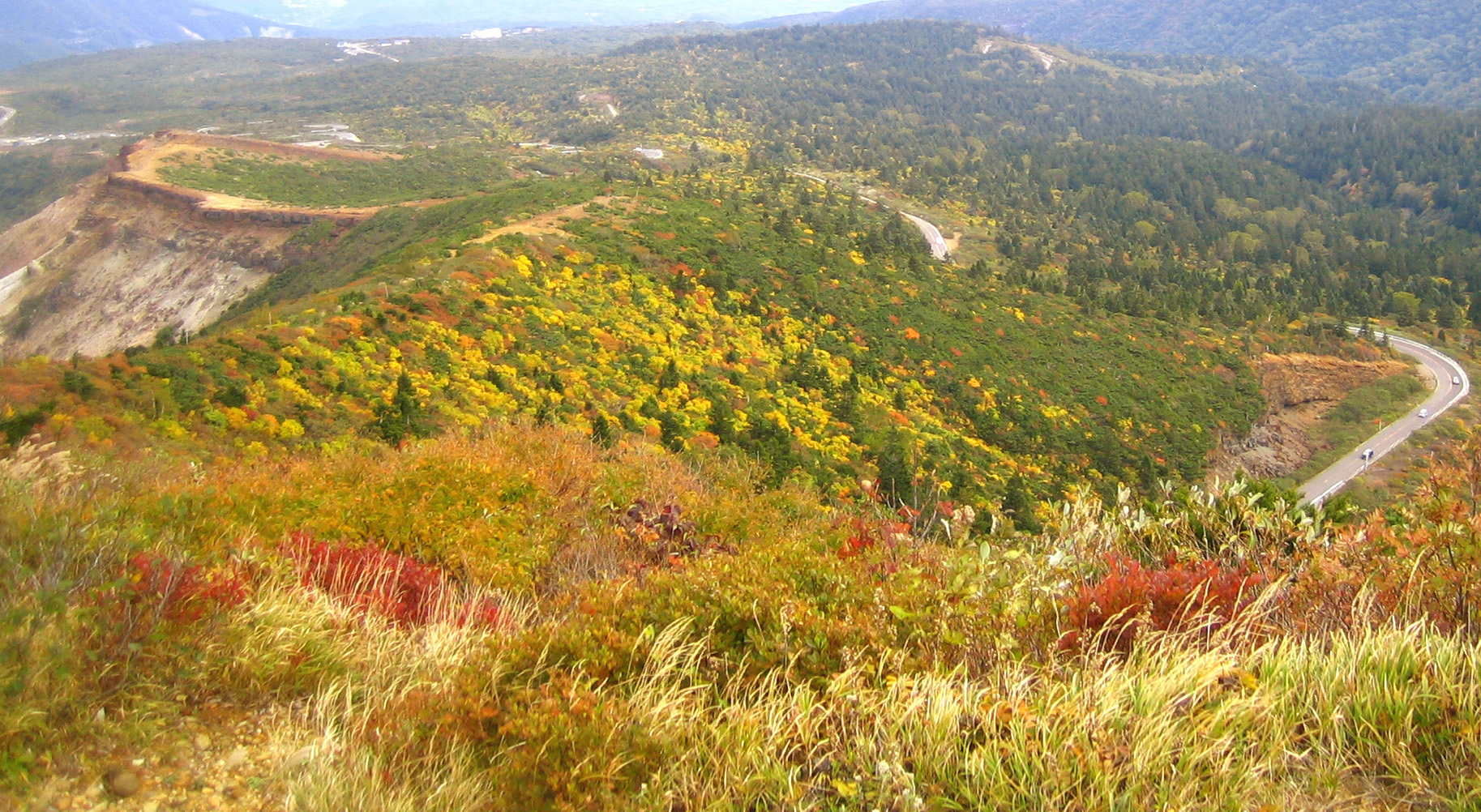

## 關連項目
- 修驗道
  - 藏王權現
  - 熊野權現
- 藏王國定公園

## 外部連結
- 蔵王山 （页面存档备份，存于）